# Layla and Other Assorted Love Songs
Albums de Derek and the Dominos
Eric Clapton
(1970) In Concert
(1973)
Singles
1. Tell the Truth
Sortie : Novembre 1970
2. Bell Bottom Blues
Sortie : janvier 1971
3. Layla
Sortie : mars 1971

Layla and Other Assorted Love Songs (1970) est un double-album de blues rock d’Eric Clapton et son groupe Derek and the Dominos. Il est sorti le 9 novembre 1970 sur le label Polydor et a été produit par Tom Dowd et le groupe.
Il est souvent considéré comme l'un des meilleurs albums de l'histoire du rock et un sommet dans la carrière d’Eric Clapton. Il reçoit en 2000 le Grammy Hall of Fame Award. En 2003, l'album est classé au 115e rang par le magazine Rolling Stone parmi les 500 plus grands albums de tous les temps, et au 117e rang en 2012. Il est également cité dans l'ouvrage de référence de Robert Dimery Les 1001 albums qu'il faut avoir écoutés dans sa vie et dans un très grand nombre d'autres listes similaires. De plus, le magazine Rolling Stone place en 2004 la chanson Layla en 27e position de son classement des 500 meilleures chansons de tous les temps.
Clapton, cherchant toujours à échapper au star system, ne veut pas mentionner son nom sur l’album ; la conséquence sera un échec commercial.[réf. nécessaire]
Dans le groupe figure le bassiste de J.J. Cale, encore méconnu, Carl Radle, dont l’influence sur Clapton sera importante ; et Duane Allman, guitariste slide et co-compositeur avec Jim Gordon et Éric Clapton de la chanson Layla. Ce titre est composé en l'honneur de Pattie Boyd, la femme de George Harrison, qui deviendra par la suite la femme d'Éric Clapton de 1979 à 1988.
L'album contient également une reprise du titre Little Wing de Jimi Hendrix.

## Contexte
Le groupe qui a enregistré Layla and Other Assorted Love Songs est né de la frustration qu’a éprouvé Clapton après le relatif échec du supergroupe Blind Faith constitué de Steve Winwood ex-Traffic aux claviers, guitare et chant, Ric Grech de (Family) à la basse et au violon ainsi que Ginger Baker ex-Cream à la batterie.
Après leur dissolution, Eric Clapton a accompagné Delaney and Bonnie en tournée, puis, ce groupe s’étant aussi séparé, il a écrit des chansons avec Bobby Whitlock qui avait aussi accompagné Delaney & Bonnie. Ces chansons figurent parmi les titres de Layla and Other Assorted Love Songs.
D’autres musiciens se sont joints à Clapton et Whitlock, ils faisaient partie du groupe d’accompagnement de Joe Cocker. L'origine du nom de groupe est expliquée par Clapton lui-même dans son autobiographie Clapton par Eric Clapton : « Dans notre excitation à former le groupe, un détail nous avait échappé et, jusqu'à la dernière minute avant de monter sur scène, on n'avait pas de nom. Ashton, Gardner et Dyke assuraient la première partie. Or, Tony Ashton, qui me surnommait tout le temps Del, suggéra qu'on s'appelle Del and the Dominos. Il nous présenta, sans mentionner qui nous étions, sous le nom de Derek and the Dominos qui devait rester. »
Après leur tournée, le groupe est parti à Miami pour enregistrer l'album qui s'intitulera Layla and Other Assorted Love Songs.
Eric Clapton rencontre le peintre Émile Frandsen; son tableau La Fille au bouquet qu'il a peint à Valbonne illustre l'album.
La vie personnelle de Clapton a eu une influence sur l'album, il était profondément amoureux de Pattie Boyd qui était la femme de son ami, George Harrison. Ce furent des moments difficiles à vivre pour Clapton, qui ont inspiré certaines chansons, mais aussi l’ont amené à prendre de l’héroïne. À l’issue de l’enregistrement de cet album, il a eu de graves ennuis de santé.

## Duane Allman rejoint le groupe
Un autre élément important qui a contribué à faire de cet album un classique du rock, est l’aide apportée par Duane Allman qui était alors le leader du groupe américain The Allman Brothers Band. Clapton l’a rencontré à Miami où Allman donnait un concert. Il admirait son talent de guitariste et lui a demandé de jouer avec lui dans le studio où il enregistrait Layla. Au lieu de jouer sur deux ou trois chansons, comme prévu initialement, Duane Allman finira par jouer sur la plupart des titres de l’album, et devint dans les faits un membre du groupe. Nul doute qu’il a permis d’élever la qualité de l’album.
Duane Allman et Eric Clapton étaient reconnus à l'époque comme étant deux des meilleurs guitaristes rock.

## Enregistrement de l’album
La majorité des chansons ont été écrites par Clapton et Whitlock, mais quelques « classiques » ont été joués, comme Nobody Knows You When You're Down and Out, Have You Ever Loved a Woman, et Key to the Highway.
Key to the Highway a été enregistré Live lorsque le groupe a entendu un autre artiste le jouer dans une autre salle du studio et s’est mis spontanément à le jouer, heureusement le magnéto fonctionnait (mais pas tout de suite, d'où le démarrage particulier de la chanson).
Tell the Truth a été enregistré une première fois en juin 1970 avec un tempo rapide, puis comme un long morceau plus lent pendant l’enregistrement de Layla, la version finale est un mélange des deux.
Little Wing de Jimi Hendrix a été enregistré peu de temps avant la mort de ce dernier. Clapton était un admirateur de Jimi Hendrix.
La chanson, Layla, est une des plus connues dans le rock, la partie au piano a été composée indépendamment par Jim Gordon.

## Réédition
Pour marquer le vingtième anniversaire de la sortie de l’album, il a été rediffusé dans une version étendue The Layla Sessions: 20th Anniversary Edition en 1990 avec un triple CD. Le premier CD est une reprise du disque d’origine, re-mixé, les deux autres, intitulés The Layla Sessions, comprennent notamment la Jam session de Clapton et de Duane Allman.

## Liste des titres

### Disque 1
Face 1
| No | Titre                                     | Auteur                       | Durée |
| -- | ----------------------------------------- | ---------------------------- | ----- |
| 1. | I looked Away                             | Eric Clapton, Bobby Whitlock | 3:05  |
| 2. | Bell Bottom Blues                         | Clapton, Whitlock            | 5:02  |
| 3. | Keep on Growing                           | Clapton, Whitlock            | 6:21  |
| 4. | Nobody Knows You When You're Down and Out | Jimmy Cox                    | 4:57  |

Face 2
| No | Titre              | Auteur                          | Durée |
| -- | ------------------ | ------------------------------- | ----- |
| 5. | I Am Yours         | Clapton, Nizami                 | 3:34  |
| 6. | Anyday (en)        | Clapton, Whitlock               | 6:35  |
| 7. | Key to the Highway | Charlie Segar, Big Bill Broonzy | 9:40  |

### Disque 2
Face 3
| No | Titre                            | Auteur            | Durée |
| -- | -------------------------------- | ----------------- | ----- |
| 1. | Tell the Truth (en)              | Clapton, Whitlock | 6:39  |
| 2. | Why Does Love Got to Be So Sad ? | Clapton, Whitlock | 4:41  |
| 3. | Have You Ever Loved a Woman      | Billy Myles       | 6:52  |

Face 4
| No | Titre                    | Auteur              | Durée |
| -- | ------------------------ | ------------------- | ----- |
| 4. | Little Wing              | Jimi Hendrix        | 5:33  |
| 5. | It's Too Late (en)       | Chuck Willis        | 3:47  |
| 6. | Layla                    | Clapton, Jim Gordon | 7:04  |
| 7. | Thorn Tree in the Garden | Whitlock            | 2:53  |

### CD bonus de l'édition 40th Anniversary (2011)
| No  | Titre                                                                          | Auteur                | Durée |
| --- | ------------------------------------------------------------------------------ | --------------------- | ----- |
| 1.  | Mean Old World                                                                 | Walter Jacobs         | 3:52  |
| 2.  | Roll It Over                                                                   | Clapton, Whitlock     | 4:31  |
| 3.  | Tell the Truth (Single version)                                                | Clapton, Whitlock     | 3:23  |
| 4.  | It's Too Late (Live on the Johnny Cash Show, 11/05/1970)                       | Chuck Willis          | 4:11  |
| 5.  | Got to Get Better in a Little While (Live on the Johnny Cash Show, 11/05/1970) | Clapton               | 6:34  |
| 6.  | Matchbox (Live on the Johnny Cash Show, 11/05/1970)                            | Carl Perkins          | 3:56  |
| 7.  | Blues Power (Live on the Johnny Cash Show, 11/05/1970)                         | Clapton, Leon Russell | 6:31  |
| 8.  | Snake Lake Blues (Nouveau mixage)                                              | Clapton, Whitlock     | 3:34  |
| 9.  | Evil (Nouveau mixage)                                                          | Willie Dixon          | 4:34  |
| 10. | Mean Old Frisco (Nouveau mixage)                                               | Arthur Crudup         | 4:04  |
| 11. | One More Chance (Nouveau mixage)                                               | Clapton               | 3:15  |
| 12. | Got to Get Better in a Little While (Jam)                                      | Clapton               | 3:45  |
| 13. | Got to Get Better in a Little While (Nouveau mixage)                           | Clapton               | 6:05  |

## Musiciens
- Eric Clapton : guitares, chant
- Carl Radle : basse, percussions
- Bobby Whitlock : orgue, piano, chant, guitare sur Thorn Tree in the Garden
- Jim Gordon : batterie, percussions, piano sur la dernière partie de Layla

## Personnel additionnel
- Duane Allman : guitare slide (4 à 13)
- Albhy Galuten : piano sur Nobody Knows You When You're Down and Out

## Production

### Production:Layla and Other Assorted Love Songs
- Tom Dowd : producteur en chef
- Ron Albert : ingénieur du son
- Chuck Kirkpatrick : ingénieur du son
- Howie Albert : ingénieur du son
- Carl Richardson : ingénieur du son
- Mac Emmerman : ingénieur du son
- Dennis M. Drake : mastering
- Frandsen de Schomberg : couverture disque
- Bruce McCaskill : "All got together"

### Production –The Layla Sessions
- Bill Levenson : production
- Steve Rinkoff : mixer
- Dan Gellert : ingénieur du son assistant
- Bob Ludwig : mastering
- Scott Hull : travail numérique
- Gene Santoro : notes
- Mitchell Kanner : direction artistique
- George Lebon : direction artistique

## Charts & certifications
| Année | Pays        | Durée du classement | Meilleur classement |
| ----- | ----------- | ------------------- | ------------------- |
| 1971  | États-Unis  | 38 semaines         | 16e                 |
| 1971  | Canada      | 23 semaines         | 15e                 |
| 2011  | Allemagne   | 1 semaine           | 69e                 |
| 2011  | Royaume-Uni | 1 semaine           | 68e                 |

| Pays        | Certification | Ventes    | Date       |
| ----------- | ------------- | --------- | ---------- |
| États-Unis  | Or            | 500 000 + | 26/08/1971 |
| Royaume-Uni | Or            | 100 000 + | 12/06/2020 |

### Charts singles
| Date | Single            | Chart              | Durée du classement | Position |
| ---- | ----------------- | ------------------ | ------------------- | -------- |
| 1971 | Bell Bottom Blues | Hot 100            | —                   | 91e      |
| 1971 | Layla             | Hot 100            | —                   | 51e      |
| 1972 | Layla             | RPM Top Singles    | 32 semaines         | 9e       |
| 1972 | Layla             | UK Singles Chart   | 11 semaines         | 7e       |
| 1982 | Layla             | UK Singles Chart   | 10 semaines         | 4e       |
| 1992 | Layla             | RMNZ Singles Top40 | 8 semaines          | 3e       |